# Supercopa iemenita de futbol
La Supercopa iemenita de futbol és una competició futbolística del Iemen. És organitzada per la Yemen Football Association.
El trofeu es disputa entre un partit anual entre el campió de la Lliga iemenita de futbol i la Copa iemenita de futbol.

## Historial
Font:
| Any  | Campió              | Resultat       | Finalista          |
| ---- | ------------------- | -------------- | ------------------ |
| 2007 | Al-Ahli San'a'      | 1 - 1 (5-3 p.) | Al-Tilal           |
| 2008 | Al-Ahli San'a'      | 2 - 2 (4-2 p.) | Al-Hilal           |
| 2009 | Al-Ahli San'a'      | 3 - 0          | Al-Hilal           |
| 2010 | Al-Saqr             | 2 - 1          | Al-Tilal           |
| 2011 | Al-Oruba            | 1 - 0          | Al-Tilal           |
| 2012 | Al-Shaab Ibb        | 1 - 1 (4-3 p.) | Al-Ahli Taizz      |
| 2013 | Al-Sha'ab Hadramaut | 0 - 0 (4-1 p.) | Al Yarmuk Al Rawda |
| 2014 | Al-Ahli San'a'      | 2 - 1          | Al-Saqr            |